# Station Dobbiaco-Toblach
Station Dobiacco-Toblach is een spoorwegstation aan de Pustertalspoorlijn in de gemeente Toblach (Italië-Zuid-Tirol).
De stationsnaam wordt volgens de regels van Trenitalia in het Italiaans aangegeven, gevolgd door het Duits als lokale taal.